# Ada (programozási nyelv)
Az Ada egy strukturált, típusos, blokkszerkezetes, imperatív, általános célú programozási nyelv, amelyet a Jean Ichbiah (a francia illetőségű CII Honeywell Bull munkatársa) vezette csapat alkotott meg 1977–1983 között. Nem hasonlít a C illetve C++ nyelvekre, és az egyik legbiztonságosabb, típusokon alapuló programozási nyelv.

## Leírása
Az Ada egy strukturált programozási nyelv sok objektumorientált lehetőséggel. Eredetileg az Amerikai Egyesült Államok Védelmi Minisztériuma számára fejlesztették ki azzal a céllal, hogy elősegítse nagyméretű programok létrehozását, azok stabilitásának növelését. Néhány tulajdonsága a teljesség igénye nélkül: erős típusok, multitaszkolás, általános típusok, hibakezelés, absztrakt adattípusok.
Az Ada által támogatott egyszerű adattípusok között van többféle szám-típus, igaz-hamis típusok, karakterek, hivatkozások és felsorolások. A tömbök, rekordok (struktúrák) és karakterláncok az Ada összetett típusai. A biztonságon levő hangsúllyal nem meglepő, hogy az Ada egy erősen típusos nyelv: minden adatelemet előre definiálni kell egy bizonyos típusú vagy altípusúként, valamint folyamatos a típusellenőrzés a modulok között és azokon belül is.
Teljes körű támogatást nyújt a szekvenciális vezérlőstruktúrákhoz, valamint a minden részletre kiterjedő hibakezeléshez.
Az Ada egy szigorúan szabályzott és jól dokumentált nyelv. A fordítók szigorú alkalmassági teszteken kell hogy átmenjenek. Legalább egy ingyenes, és több nagyon jó fizetős fordító elérhető.
A nevét Lady Ada Lovelace (1815–1852) után kapta, aki Charles Babbage barátja és bizalmasa volt.
Az Adát nemzetközileg szabványosították 1983-ban, amit felváltott egy új 1995-ben. Ezt a két verziót ismerjük ma úgy, mint Ada 83 és Ada 95.

## A Hello World program
„Helló, világ!” program ADA nyelven:
```
with
 
Ada.Text_IO
;
 
-- use Ada.Text_IO;

procedure
 
HW
 
is

begin

  
Ada
.
Text_IO
.
Put_Line
(
 
"Hello World!"
 
);

  
-- Put_Line( "Hello World!" );

  
-- Put( "Hello World!" ) New_Line;

end
 
HW
;

```